# Ana Elvira Vélez
Ana Elvira Vélez (1966) es una arquitecta colombiana, con una extensa experiencia en vivienda colectiva tanto en hábitats urbanos como rurales. Destaca su propuesta para el Jardín Botánico de Medellín. Fue profesora en la Universidad Pontificia Bolivariana, conferencista y jurado en numerosas universidades y encuentros de arquitectura.

## Trayectoria

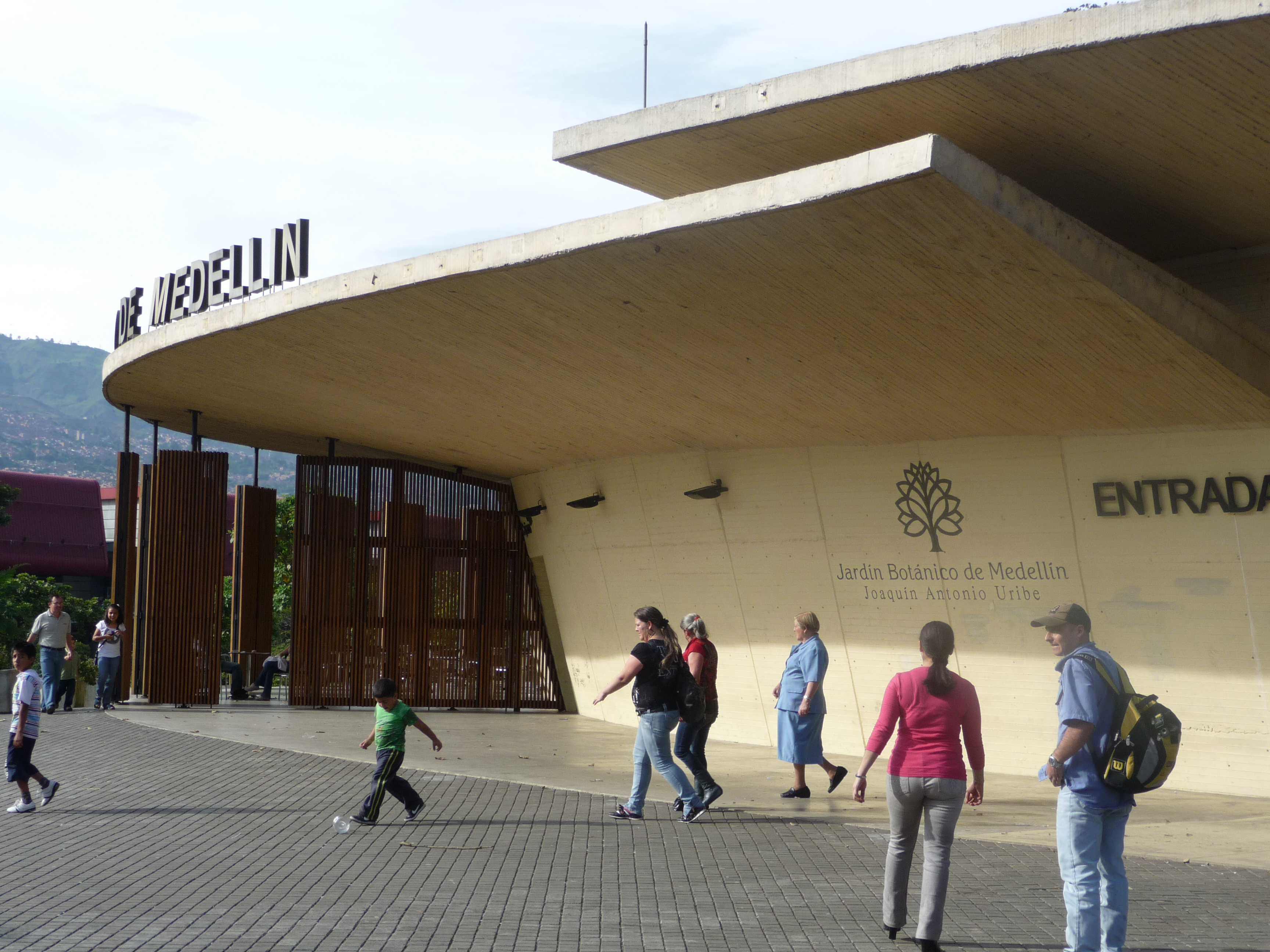
Jardín Botánico de Medellín

Vélez se formó en la Architectural Association School of Architecture de Londres donde obtuvo su diploma en la AA en 1992. En paralelo durante 1991 y 1992 trabajó en el taller del arquitecto Wiel Arets en Maastricht, Holanda. Regresó a su país y abrió su oficina en Medellín, Colombia.
Comenzó a trabajar para su padre, un ingeniero civil dueño de una pequeña empresa constructora dedicada a la vivienda social. En 1994 diseñó para él las viviendas colectivas Atlántida I y más tarde Atlántida II. 
La arquitecta acuñó en su experiencia el concepto de la caja básica aplicado a la arquitectura.
En 1998 proyectó el complejo de 150 viviendas VIS “Cañaveral”, en Medellín. En el conjunto, las viviendas individuales se agrupan aprovechando la pendiente del terreno, sin necesidad de circulaciones verticales comunes.  A su vez las viviendas se conectan formando tiras de 30 viviendas o más, de manera que consigue liberar mucha superficie para usos colectivos. 
En 2004 construyó junto a Juan Bernardo Echeverri los 254 apartamentos “La playa” también en Medellín,obra con la que obtuvo el premio “Germán Samper Gnecco” en la XIX Bienal Colombiana de Arquitectura. En esta obra, las viviendas se organizan tiras, agrupando cuatro viviendas “adaptables” por planta en torno a un núcleo de circulación vertical, la repetición de esta tipología dio como resultado bloques de 6 plantas que nuevamente liberan buena parte del sitio para espacios colectivos.
En 2006 materializó, también junto a Echeverri el complejo de alta densidad “Punta de piedra”, con espacios colectivos, amenidades y estacionamientos, que definen su propuesta urbana.
Desde 2012 es asesora para “VIVA” empresa de vivienda de Antioquia (Estatal) en los diseños de vivienda y hábitat rural y urbano para el departamento.

## Reconocimientos
Además de su especial interés por la vivienda colectiva, Vélez ha desarrollado edificios y espacios públicos como los que integran el Jardín Botánico de Medellín, que obtuvo el primer puesto en la categoría urbana de la Bienal Panamericana de Arquitectura de Quito 2010 (XVII BAQ) y el premio Diseño urbano y paisajismo XXII de la Bienal Colombiana de Arquitectura ese mismo año.
El conjunto Cañaveral obtuvo una mención en la XVII Bienal de Arquitectura de Medellín y fue proyecto finalista en la I Bienal Iberoamericana de arquitectura e Ingeniería Civil.
En 2018 su diseño del Café del Bosque en el Jardín Botánico Medellín (Ana Elvira Vélez y Lorenzo Castro) fue nominado al Premio Latinoamericano de Arquitectura Rogelio Salmona, mientras que en 2021 obtuvo el primer lugar del concurso público de prototipos de viviendas sociales rurales sostenible, junto a DARP – De Arquitectura y Paisaje

## Publicaciones
- Urbanización Atlántida : nueva cara de la mampostería de concreto.[7]